# Lophocosma geniculatum
Lophocosma geniculatum är en fjärilsart som beskrevs av Matsumura 1929. Lophocosma geniculatum ingår i släktet Lophocosma och familjen tandspinnare. Inga underarter finns listade i Catalogue of Life.